# Сіуру
Сіуру, Siuru (мн. Zielony / Błękitnybird ) — естонська літературна група модерністської течії, що діяла з 1917 по 1920 рік.

## Історія
Назва  походить від "Зачарований птах" з естонського фольклору.
Група була заснована влітку 1917 року  з ініціативи Фрідеберта Тугласа. Група збиралася в студії Marie Under, також організовувала читання, літературні зустрічі в кафе і театрі в Таллінні. У 1919-1920 рр. група видавала альманах « Сіуру» (всього вийшло три номери). До групи, крім Фрідеберта Тугласа та Марії Ундер (яка була домінуючою в групі, на прізвисько «Принцеса Сіуру»), входили: Артур Адсон (чоловік Марі Андер), Хенрік Віснапуу, Йоганнес Земпер, Август Алле, Йоганнес Варес, Август Гайліт .
Група розпалася 1920 року. Причиною були переважно ідеологічні розбіжності.

## Мета та завдання діяльності
Учасники групи прагнули своєю творчістю відірватися від домінуючої молодоестонської поетики і шукали нові засоби вираження, що допускали актуальну і близьку для мас творчість. Вони охоче зверталися до поетики експресіонізму.